# Tabanus bishoppi
Tabanus bishoppi är en tvåvingeart som beskrevs av Stone 1933. Tabanus bishoppi ingår i släktet Tabanus och familjen bromsar. Inga underarter finns listade i Catalogue of Life.